# Theope theritas
Theope theritas is een vlindersoort uit de familie van de prachtvlinders (Riodinidae), onderfamilie Riodininae.
Theope theritas werd in 1860 beschreven door Hewitson.